# Alto El Trueno
La Alto El Trueno (8°42′57″N 70°48′24″O / 8.7158, -70.8066) es un pico de montaña ubicado al sur de Mucuchíes y Apartadero y al este del valle de Micarache, estado Mérida, Venezuela. A una altitud de 3.627 m s. n. m. el Alto El Trueno es una de las montaña más alta en Venezuela.

## Ubicación
El Alto El Trueno se encuentra al final de un marcado valle al este de la norte de la carretera Gavidia-Micarache. Desde la carretera sube una pendiente suave, rodeada al norte y al sur de lagunas y vegetación característica del páramo andino. Por el camino se pasa primero por el costado sur del Loma La Pailita y al final del valle de Micarache se encuentra el Pico La Torre.